# Добровольчество (Белое движение)
Доброво́льчество (также Доброво́льческое движе́ние, иногда Бе́лое де́ло) — идейное течение в Белом движении, ориентировавшее на вступление в борьбу за «Единую и неделимую Россию» на стороне Белого движения в ходе Гражданской войны в России на основе свободного осознанного выбора, а также принцип комплектования белых армий, особенно на первоначальном этапе их существования. Рассматривается, в том числе, как феномен русской культуры. Зародилось, по разным оценкам, в конце Первой мировой войны или на начальном периоде Гражданской войны в России. Наибольшее распространение среди белых армий получило на Юге России с конца 1917 года (Добровольческая армия).

## Историография
В эмиграции феномен добровольчества был затронут в мемуарах участника Гражданской войны Бориса Штейфона («Кризис добровольчества», 1928 год). В книге содержится оценка военно-политического значения добровольчества и его критика за неэффективность в сравнении с «регулярством» (формированием армии на регулярной основе) для достижения победы в Гражданской войне. С религиозно-философской точки зрения в контексте «белой идеи» и «белого дела» добровольчество рассмотрено в трудах русского эмигрантского философа Ивана Ильина. Также проблематика добровольчества рассматривалась в мемуарах и публицистике некоторых других эмигрантских авторов.
В СССР проблематика истории Белого движения рассматривалась, как правило, в контексте Революции и Гражданской войны преимущественно с негативной стороны, вопросам культурологического и мировоззренческого плана участников движения внимания не уделялось. Исследователь термина «волонтёрство» социолог Людмила Казакевич писала, что в советский период: «…оценка добровольчества как явления давалась, исходя из классового подхода — из связи добровольчества с „тем или иным классом, обстановкой классовой борьбы и системой комплектования вооружённых сил“. Авторы подчёркивали и положительные, и отрицательные стороны добровольчества, опираясь на опыт Гражданской войны в России 1917—1921 гг».
Специфика явления добровольчества в Белом движении практически не изучалась ни в российской, ни в зарубежной эмигрантской историографии до конца XX века, активное научное изучение проблемы началось в 2000-х гг. В 2000 году в Ростове-на-Дону была защищена диссертация историка Андрея Сухенко на тему «Добровольческое движение на Юге России: 1917—1920 гг.», где уделено внимание социальным и политическим составляющим этого движения. В 2005 году вышла монография орловского историка Романа Абинякина «Офицерский корпус Добровольческой Армии: социальный состав, мировоззрение, 1917—1920 гг.» в которой изучению добровольчества уделено определённое внимание. В 2007 году в Москве были защищены диссертация культуролога Дарьи Болотиной на тему «„Добровольчество“ как феномен культуры России: способы самопрезентации участников Белого движения» и историка Сергея Сирика «Белое движение на Юге России: от добровольчества к южнороссийской государственности (1917—1920 гг.)».

## История

### Зарождение и первые добровольческие формирования

Запись добровольцев в ударные батальоны, 1917 год

В условиях развития пораженческих настроений в Российской империи и её армии в ходе Первой мировой войны в 1917 году, особенно получивших развитие после Февральской революции, русское офицерство зачастую проявляло оппозиционные настроения в отношении правительства. Особое влияние на подрыв дисциплины оказал Приказ № 1 Петроградского совета рабочих и солдатских депутатов от 1 марта 1917 года и последовавшая затем отмена смертной казни Временным правительством. В этих условиях избежать открытого военного конфликта боевого офицерства с властью и смягчить их отношения могло предоставление бо́льшего права решения вопросов на местах различным военным организациям, создание условий для поиска единомышленников на фронте и объединения военных. Формами такого объединения и стали офицерские организации и добровольческое движение.
Прообразом таких формирований являлись первые ударные части Русской императорской армии, формируемые как элитные формирования для прорыва фронта в условиях позиционной войны. В революционных условиях весны 1917 года такое движение получило благодатную почву для различного рода «инициатив снизу» по их формированию. 29 апреля 1917 года князь С. В. Кудашев, член правления Русского торгово-промышленного банка, представил военному министру А. И. Гучкову докладную записку:

Необходимо демонстрировать в армии доблесть и организованность частей, которые увлекли бы на подвиг остальную массу... Этот принцип ... широко применяется во Франции в так называемых штурмовых колоннах, которые особо подбираются, чтобы идти на верную смерть... Этот принцип, видоизменённый к русским условиям, может возродить русскую армию. Поэтому ... представляется необходимым во всех армиях фронта создать особые «ударные» единицы, большею частью обречённые на истребление, которые должны быть составлены исключительно из добровольцев...
Далее Кудашев предлагал меры материального и морального поощрения: семьям добровольцев должна быть назначена правительством пенсия, имена погибших должны быть занесены в особые почётные списки и т. п. Устав и условия службы подобных частей, по мнению автора, должен был отличаться от обычных армейских — у добровольцев должно быть больше привилегий, но и дисциплина в частях должна быть очень жёсткой.
Центром зарождения добровольческого «ударничества» в начале мая 1917 года стал Юго-Западный фронт, который по планам летней кампании должен был провести долгое время ожидаемое союзниками наступление и боеспособности войск которого уделялось особое внимание. Сторонником новых, экспериментальных мер по укреплению боеспособности армии в условиях революционного разложения был командующий фронтом генерал от кавалерии А. А. Брусилов. В армиях фронта к этому моменту начали «явочным порядком» возникать различные добровольческие отдельные части.
Множество и советских и эмигрантских авторов одинаково отмечает наличие тесной связи этих организаций с первыми организациями Белого движения: и сами его
участники называли эти «новые части специального назначения» «первым орудием Белой борьбы», и советский военный историк Н. Е. Какурин прямо писал об однородности этих структур с будущей Добровольческой армией. Многие руководители ударных батальонов стали впоследствии крупными участниками Белого движения, в частности, руководитель «корниловских ударных частей» Н. В. Скоблин, командир «батальона смерти» 19-й пехотной дивизии штабс-капитан А. В. Туркул, командир 2-го Оренбургского ударного батальона подполковник А. Н. Блейш и др. Согласно исследованиям орловского историка Абинякина, 50 % командиров добровольческих частей составляли кадровые офицеры, а среди ударников они составили 33,7 %. Всего, по подсчётам автора, на фронтах Первой мировой и Гражданской войн погибло 20,9 % из числа этих офицеров-добровольцев. Высокую активность по добровольному формированию ударных частей также проявили юнкера.

### Алексеевская организация
Первая военная организация, ставившая задачей военное служение родине в условиях большевистского переворота. Структурно оформилась к середине ноября 1917 года на Дону, куда 2 ноября 1917 года прибыл генерал М. В. Алексеев. Принимаемые в члены организации подписывали особые записки, в которых указывали, что решение стать членами организации они принимают добровольно и обязуются служить четыре месяца. На первых порах никакого денежного оклада не существовало, всё содержание ограничивалось лишь пайком. С декабря 1917 года организация смогла выплачивать своим членам и денежное довольствие — в декабре офицерам было выплачено по 100 рублей, в январе 1918 года — по 150, в феврале 1918 года — по 270 рублей.

### Первая бригада русских добровольцев полковника Дроздовского

Части походной колонны полковника Дроздовского в Херсонской губернии, весна 1918 года

Важным организатором добровольчества считается полковник М. Г. Дроздовский, включившийся 12 декабря 1917 года в организацию добровольных частей из сохранивших боеспособность и желание сражаться русских офицеров на Румынском фронте. Записавшиеся в них давали подписку, в которой обязывались «интересы Родины ставить превыше всех других, как то: семейных, родственных, имущественных и прочих», а также не жаловаться на недостатки обеспечения и неудобства. Эти части были организованы в Кишинёве и Яссах по его инициативе и под его руководством в Первую отдельную бригаду русских добровольцев численностью свыше 1000 человек, которая получила официальный статус. К этой бригаде позднее присоединился вышедший из Измаила отряд полковника М. А. Жебрак-Русановича. Эти части осуществили с 26 февраля (11 марта) по 24 апреля (7 мая) 1918 года военный переход по территории южной Украины на Дон для соединения с Добровольческой армией генерала Л. Г. Корнилова и совместной борьбы против советской власти. Переход, получивший название Дроздовского похода, стал одним из наиболее значительных (наряду с «Ледяным походом») эпизодов в истории формирования Белого движения на Юге России, а отряд существенно пополнил состав Добровольческой армии, став основой её дроздовских частей. Присоединившись к армии на Дону, до конца 1918 года эти части находились особняком от остальной армии вплоть до ранения и смерти Дроздовского.

### Добровольческая армия
1) Я — ДОБРОВОЛЕЦ, потому что отдал свою молодость и проливаю свою кровь за могущество Единой Неделимой России. 

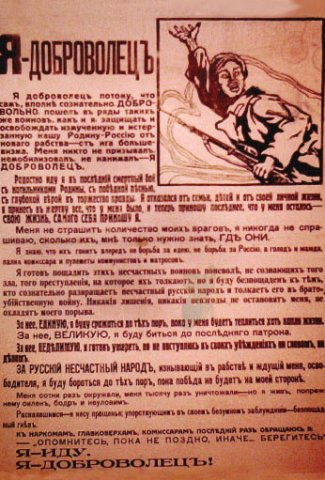
Агитационный плакат «Я — доброволец» с выражением идейных постулатов добровольчества, Гражданская война в России

2) Я — ДОБРОВОЛЕЦ, стою за созыв Народного Собрания, выбранного всем народом, так как верю, что оно даст счастье, мир и свободу всем: и левым, и правым, и казаку, и крестьянину, и рабочему.

3) Я — ДОБРОВОЛЕЦ, даю землю всем крестьянам — настоящим труженикам, и так, что каждый крестьянин будет полным и вечным хозяином своего куска и потому с большой любовью будет его обрабатывать.

4) Я — ДОБРОВОЛЕЦ, стою за восстановление фабрик и заводов, за то, чтобы рабочие сговорились со своими хозяевами и наладили труд, за то, чтобы никакой хозяин не мог обидеть рабочего, чтобы рабочий мог иметь свои союзы для защиты своих интересов. И кто враг рабочему и будет делать ему зло, чем будет мешать восстановлению промышленности, тот враг и мне, добровольцу. Где я, — там мясо свежее, и хлеб стоит 1 — 2 р. фунт.

5) Я — ДОБРОВОЛЕЦ, предоставляю каждому верить в своего Бога и молиться, как ему хочется, а всего больше, как русский, люблю свою веру православную.

6) Я — ДОБРОВОЛЕЦ, люблю даже тех, с кем я сейчас воюю, — я, по приказу своего вождя, генерала Деникина, не расстреливаю, а беру в плен и предаю правосудию, которое страшно только для врагов народа — комиссаров, коммунистов.

7) Я — ДОБРОВОЛЕЦ, и поэтому говорю:

Да восстановится мир в поруганной и истерзанной России!

Никакого господства одного класса над другим!

Свободная и спокойная работа всем!

Никаких насилий над мирными гражданами, никаких убийств, никаких казней без суда!

Долой хищников, угнетающих Россию! Долой коммуну! 

Да здравствует Единая Великая Неделимая Россия! 

Текст листовки периода Гражданской войны, опубликованный впервые историком Р. М. Абинякиным в 2005 году (ГАРФ. Ф. Р-5853-Оп. 1. Д. 1. Л. 236)

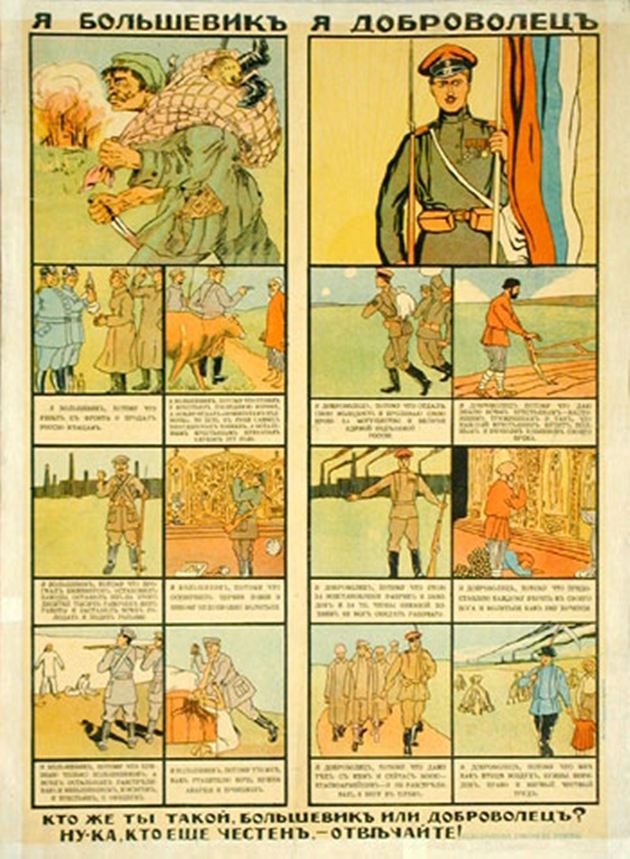
Агитационный плакат-противопоставление большевика и добровольца, Белое движение на Юге России, 1919

По названию явления добровольчества получила своё название основа Белого движения на Юге России — Добровольческая армия. С самого начала своего формирования с конца 1917 года на базе Алексеевской организации она представляла собой сообщество добровольно пожелавших вступить в её ряды приехавших и пробившихся на Дон офицеров, юнкеров и солдат, готовых с оружием в руках сражаться против узурпировавших власть большевиков. В Первый Кубанский поход 9 (22) февраля 1918 года эта армия вышла имея в своём составе исключительно добровольно присоединившихся к ней участников, которые в дальнейшем стали называться «первопоходниками».

### Восточный фронт Русской армии

Дружина Святого креста в Сибири и её стяг

В Сибири, на Восточном фронте добровольчество не получило такого распространения, какое оно получило на Юге России, но при этом в Сибири тоже существовали добровольческие формирования, в частности, Дружины Святого Креста. Генерал Дитерихс отмечал, что главным стимулом для добровольческого движения в Сибири был подъём религиозного чувства с лозунгом борьбы за веру. Формирование этих дружин началось после принятия в разгар решающих боёв в Сибири командования Восточным фронтом генералом М. К. Дитерихсом в августе 1919 года. С 9 по 19 августа 1919 года во многих храмах города Омска были отслужены литургии и прозвучали проповеди с призывом встать на защиты христианской веры и записываться добровольцами в Дружины Святого Креста.
Добровольчество в Сибири возникло под лозунгом Святого креста и зелёного знамени. В дружины Святого креста могли вступать верующие христиане любой конфессии. Вступающие в дружины носили нашивной крест на груди, показывая этим, что они борются не за класс, а за веру, христианство, против вероотступников.
В Дружины вступали как подлежащие мобилизации, так и не призываемые, а также женщины — для несения санитарной, хозяйственной и обозной службы. Численность дружин составляла от нескольких десятков до нескольких сот добровольцев. А их общая численность достигла 6000 бойцов.
Дружины Святого Креста оправлялись на фронт без предварительной боевой подготовки в тылу, поэтому в большинстве случаев боевая ценность дружин была невелика. Каждая дружина целиком включалась в состав батальона или полка без дробления добровольцев между ротами.
Историк В. Ж. Цветков предполагает, учитывая, что дружины не проходили подготовку перед отправкой на фронт и вливались непременно целиком в боевые части, что белое командование рассматривало эти части как своего рода «добровольческое ополчение», аналогичное Ополчению 1812 года:

Бородатые мужики в белых рубахах, вооружённые пиками и топорами, не обученные строю, но сильные своею непоколебимою верою и здравым крестьянским умом, которые крепко держались друг за друга и шли в бой под Церковными хоругвями вместо боевых знамён, «с Крестом на шапке и Верою в сердце»
Большая развёрнутая работа и выделенные на это дело 1 млн рублей не дали фронту ничего. Большая рекламная кампания, многочисленные обсуждения в штабах и с общественностью — и всё это проводилось на фоне начавшегося отступления фронта. Всего на фронт было отправлено около 7 тыс. добровольцев, причём для увеличения этой цифры в «дружинники» записывали уже сформированные маршевые батальоны, например, для Ижевской и Воткинской дивизий.

### Растворение «добровольчества» в «регулярстве»

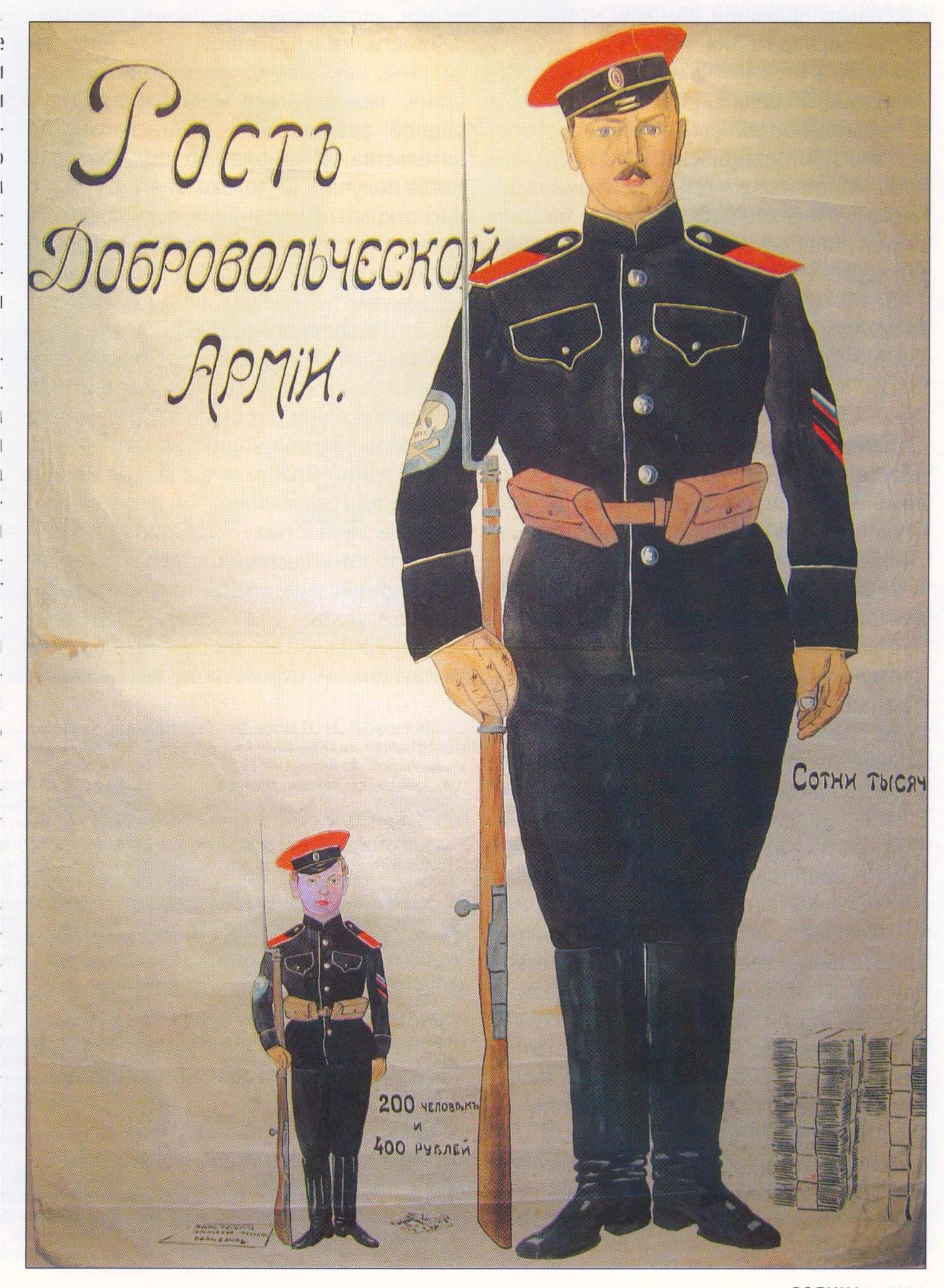
Агитационный плакат, демонстрирующий рост численности Добровольческой армии

Постепенно с выходом Добровольческой армии на широкое оперативное пространство, взятие под контроль новых регионов и территорий, преобразования Добровольческой армии в Вооружённые силы Юга России добровольческий фактор её формирования всё больше уступал место «регулярству», то есть формированию вооружённых сил Белого движения на регулярной, мобилизационной основе. Добровольцы-первопоходники, стоявшие у истоков армии, растворяясь в численно превосходящих пополнениях, и зачастую оказывались третируемым меньшинством. «Значок за первый Кубанский поход действительно становится „волчьим паспортом“» — отмечали современники событий. Абинякин так характеризует это процесс: «на смену первопоходнику-„Георгию“ пришёл разбойник-„жоржик“: Первый — лик добровольчества, второй — образина его». «Новые приоритеты захлёстывали войска всё больше, и лозунг „Вперёд за Родину“ сильно потеснился другим — „Вперёд за штанами“, а то и „Вперёд за кошельками“» — пишет историк.

## Характерные черты
Болотина, исследовавшая феномен добровольчества сделала вывод, что его основной движущей силой является личный этический выбор его участников, осуществляемый на основании доброй и свободной воли. Исследователь считает, что выбор имеет религиозный оттенок, так как и сама «Белая борьба» в конечном счёте носит религиозный характер. Метафизический большевизм с его хилиастическими и гностическими корнями, по мнению автора, представляет собой «не политическую или идеологическую систему, но фактически выступает как обезбоженная тоталитарная лжерелигия, что ещё раз утверждает религиозный характер борьбы с ним, сущность Добровольчества как духовно-исторической альтернативы большевизму». Также она наделяет добровольчество такой оценкой:

Добровольчество представляет собой совершенно особый тип армии и войны, практический не имеющий исторических аналогов и не связанный с предшествующим ему по времени типом войны и армии в лице регулярной — Русской Императорской Армии

Абинякин «наиболее крупной и влиятельной составляющей Белого добровольчества» во все периоды его существования называет «молодое, сословно-демократическое, многонациональное офицерство».

### Периодизация
Историк Сухенко предложил в 2000 году следующую периодизацию добровольческого движения:
- 1-й этап — предварительный этап (идейной консолидации, апрель — август 1917 года);
- 2-й этап — подготовительный этап (август — октябрь 1917 года)
- 3-й этап — начальный этап (октябрь — декабрь 1917 года);
- 4-й этап — собственно добровольческий этап (с конца декабря 1917 года — по 8 января 1919 года).

## Современное состояние

### «Необелогвардейство» как новое измерение добровольчества
Болотина отмечает, что у феномена добровольчества на рубеже 1980—1990-х гг. «появилось новое, необычное измерение». Исследователь называет это измерение «ревнители памяти Белого Дела» или «ревнители Белого Дела». Представители этого измерения считают, что дело добровольчества не завершено, и требует современного участия и причастности к его продолжению. «Эти люди чувствуют себя вставшими под Белые знамёна — какой бы слабой, скромной и даже жалкой не выглядела эта попытка (особенно на первый взгляд и особенно со стороны)» — пишет Болотина. Эти люди верят, что Белое дело является не только историей, но и частью современной жизни. Автор идентифицирует это проявление обобщающим термином «необелогвардейцы».

### Военно-историческая реконструкция
С конца 1980-х — начала 1990-х оформилось другое направление реанимации добровольчества, представляющее собой военно-историческую реконструкцию как своего рода «научно-практические исследования». Целью этого направления является осуществление попыток представить себя в условиях того поколения. Современные «добровольцы» (реконструкторы) примеряют на себе облик белых добровольцев Гражданской войны, на духовный опыт которых они ориентируются, копируя их одежду, обмундирование, привычки и действия. Подобные усилия, считает Болотина, «направлены на то, чтобы, попробовать достроить в себе тот „храм души“, который не удалось создать русским людям начала XX в. Попутно происходит становление духовного мира самого „реконструктора“».

### «Практическое» добровольчество
Некоторые представители необелогвардейства в разных городах пытались принимать участие в событиях 1991 года в период распада СССР, однако неготовность реконструировать добровольчество и незрелость данных попыток оттолкнули тогда большинство от этой идеи. Попытки создать практическое добровольчество, «реализовать, — по словам Болотиной, — лучшие качества своей души, свою „добровольческую суть“, жажду подвига, мечту о возрождении России и старой армии» привело часть необелогвардейцев в ряды защитников Приднестровья во время вооружённого конфликта 1992 года, а также на Балканы во время войны в Югославии (1991—2001).

## Оценки
Согласно оценке Болотиной, добровольчество является жизнеспособной идеей русской культуры, в том числе в современное время, а сделали его таковым основанность на православии и на «чаянии Воскресения». На этом основании исследователь делает вывод, что добровольчество, а именно «его главные духовные черты», являются постоянным явлением русской цивилизации и не могут быть ограничены хронологическими рамками. Она для характеристики добровольчества приводит слова филолога, академика А. М. Панченко: «мы числим их не по разряду истории, но по разряду вечности», которые представляются ей созвучными словам идеолога Белого движения философа Ивана Ильина: «Белое Дело не нами началось, не нами и кончится».
По мнению историка Сирика идея добровольчества на Юге России являлась начальной стадией эволюции Белого движения и впоследствии трансформировалась в процесс формирования южнороссийской модели государственности.